# Earth.Revolt
Earth.Revolt è il secondo album della band tedesca melodic death metal Deadlock. È anche il primo album pubblicato dalla Lifeforce Records. Il disco è stato pubblicato nel 2005.
Le musiche sono state composte da Sebastian Reichl e da Tobias Graf ed è stato registrato da Denis Ritcher ai Gaia Studios tra il gennaio e il marzo del 2005.
Il disco è stato in seguito pubblicato in vinile ad edizione limitata (500 copie) dalla Deadbutcher Records.

## Tracce
1. Demonic (Tonus Diabolus) - 00.31
2. 10,000 Generations in Blood - 08.04
3. The Year of the Crow - 04.11
4. Everlasting Pain - 06.45
5. Earth.Revolt - 04.35
6. More Tragedies to Come - 06.03
7. Awakened by Sirens - 05.25
8. Kingdom of the Dead - 05.36
9. May Angels Come - 11.12
10. Harmonic - 01.49

### Formazione
- Johannes Prem - voce
- Sabine Scherer - voce e tastiera
- Gert Rymen - chitarra
- Sebastian Reichl - chitarra e tastiera
- Thomas Huschka - basso
- Tobias Graf - batteria